# NGC 1308
NGC 1308 (również PGC 12643) – galaktyka spiralna (S0-a), znajdująca się w gwiazdozbiorze Erydanu. Odkrył ją William Herschel 30 września 1786 roku.